# Арнц, Герд
Герд Арнц (нем. Gerd Arntz; 11 декабря 1900, Ремшайд — 4 декабря 1988, Гаага) — немецкий художник — модернист и график, работавший в стилях «новая вещественность» и фигуративный конструктивизм. Коммунист по политическим взглядам.

## Биография
Родился в семье фабриканта. В юности работал на заводе отца, но продолжать семейное дело не захотел.
1919 — получает образование учителя рисования и черчения в ателье Куровски.
1922 — первая выставка работ в городе Эрбельфельде (ныне Вупперталь), совместно с художниками Генрихом Гёрле и Францем Зайфертом.
1924 — активное участие в художественной группе пролетарского искусства «Группа прогрессивных художников, Кёльн» (наряду с Зайфетом, Гёрле, Отто Фрейндлихом).
1928 — работает вместе в Зайфертом для кёльнской газеты «Пресса».
1929 — переезжает в Австрию, работает руководителем отделения графики в венском Музее хозяйства и общества; участвует в разработке «Венского метода изобразительной статистики»; сотрудничает с журналом «a-z».
1931—1934 — работает в Москве для московских музеев.
1934 — переезжает в Гаагу.
1934—1940 — работает в гаагском институте Мунданеум, затем руководитель графического отдела Нидерландского фонда статистики.
1935 — сотрудничает с коммунистической организацией «Рабочий совет» (нем. De arbeidersraad).
1943 — принудительная мобилизация в немецкую армию.
1944 — участвует в Движении Сопротивления, попадает в плен.
1950 — создаёт серию работ «Танец смерти» (нем. Totentanz).
1951—1962 — работы для ЮНЕСКО в области изобразительной статистики.
1970 — почётный член Графической школы Нидерландов.
В 1930-е годы внёс большой вклад в развитие Isotype — языка изображений, разработанного в Вене социологом и философом Отто Нейратом.